# Anker (rummål)
 For alternative betydninger, se Anker. (Se også artikler, som begynder med Anker)
Et anker øl eller vin er et gammelt rummål, der lovmæssigt svarer til 39 potter, ca 37,68 liter. I praksis var et anker dog ofte 40 potter.
Et ølanker var normalt en tønde bygget af træ.
I dag kalder man ofte fadølstønder for ølankre, selvom dette er misvisende i forhold til fortidens rummål. En fustage, som øl sælges i dag er typisk på 25 eller 30 liter.
|  | Denne artikel om noget teknisk eller videnskabeligt kan blive bedre, hvis der indsættes et (bedre) billede. Du kan hjælpe ved at afsøge Wikimedia Commons for et passende billede eller lægge et op på Wikimedia Commons med en af de tilladte licenser og indsætte det i artiklen. |